# Marija Perhaj
Marija Perhaj, slovenska pesnica in pisateljica, * 19. marec 1924, Luče pri Žalni, † 19. februar 2014, Velike Lašče.

## Življenje in delo
Marija Perhaj, roj. Potokar, je bila pesnica in pisateljica, članica Društva slovenskih pisateljev. Pisala je pod psevdonimom Marija Gorše. Objavljala je v literarnih revijah in bila uvrščena v Antologijo slovenskih pesnic (2. knjiga, Založba Tuma).